# Komedia erotyczna

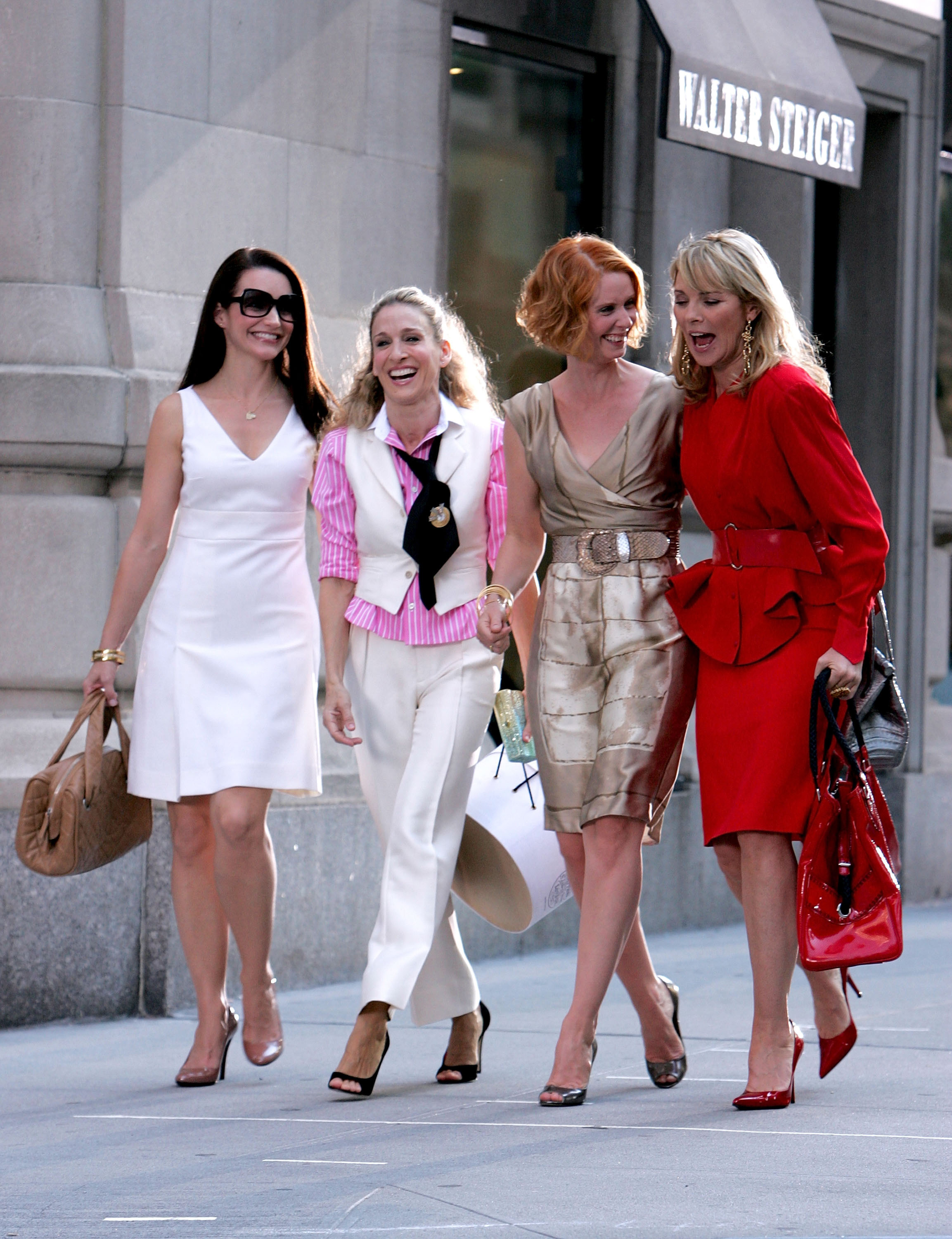
Seks w wielkim mieście

Komedia erotyczna, komedia seksualna – gatunek fikcji, w którym humor wynika z sytuacji seksualnych i romansów. Chociaż termin „komedia erotyczna” odnosi się głównie do teatru i filmu, do tego gatunku można zaliczyć również dzieła literackie, np. twórczość Owidiusza i Giovanniego Boccaccia.
Komedia erotyczna była popularna w angielskim teatrze epoki Restauracji w XVII wieku. W latach 1953–1965 Hollywood wypuściło szereg komedii erotycznych, w których występowali m.in. Doris Day, Jack Lemmon i Marilyn Monroe. W Wielkiej Brytanii w latach 70. pojawiło się wiele komedii seksualnych, zwłaszcza z serii Cała naprzód. W 1978 roku premierę miał film Menażeria, który zapoczątkował falę młodzieżowych komedii seksualnych na początku lat 80., takich jak Świntuch, Wieczór kawalerski i Ryzykowny interes. Do innych krajów o znaczącej produkcji filmów z tego gatunku należą również Argentyna (comedia picaresca), Brazylia (pornochanchada), Włochy (commedia sexy all’italiana) i Meksyk (sexicomedias).